# Пчеличката Мая
„Пчеличката Мая“, или също така „Приключенията на пчеличката Мая“ (на немски: Die Biene Maja) е книга за деца, комикс и детски телевизионен анимационен сериал. Книгата на немския писател Валдемар Бонзелс е публикувана за първи път през 1912 г. Тя е около 200 страници и в нея се разказва за пчелата Мая и отношенията в обществото, в което живее.
Една от най-популярните филмови адаптации е аниме сериалът みつばちマーヤの冒険 (Mitsubachi Māya no Bōken – „Приключенията на Пчеличката Мая“). Излъчен за първи път по японската телевизия през 1975 г., сериалът е дублиран на десетки езици. В България е излъчван като „Пчеличката Мая“.

## Герои
- Мая – млада пчела, която иска да опознае света и обича да помага на всички
- Уили – добродушен и ленив търтей, най-добрият приятел на Мая
- Флип – зелен скакалец, мъдър и добър приятел на Мая и Уили
- Курт – бръмбар
- Г-жа Касандра – пчела, учителка на Мая
- Текла – паяк
- Макс – дъждовен червей
- Пък – муха
- Бен – торен бръмбар, приятел на Мая и Уили

## В България
В България сериалът първоначално е излъчен в края на 70-те и началото на 80-те години с дублаж по Българската телевизия. В него участват Анастасия Янкова (Мая) и Ива Апостолова (Уили).
Сериалът е излъчен отново през 2006 и 2007 г. по Диема Фемили всеки делник от 17:00 часа. Ролите се озвучават от Йорданка Илова, Николай Николов, Здравко Методиев и Даниела Йорданова.
Публикува се DVD с български дублаж, разпространено от „А Плюс Филмс“. Ролите се озвучават от Ева Данаилова, Петя Силянова, Здравко Димитров и Живко Джуранов.
През 2014 г. се излъчва 3D версията на сериала по Super7. Ролите се озвучават от Даринка Митова, Яна Маринова и Станислав Пищалов.
На 1 септември 2020 г. 3D версията стартира по SuperToons с нов войсоувър дублаж на Про Филмс. Ролите се озвучават от Йорданка Илова, Елисавета Господинова, Даниела Йорданова, Явор Караиванов и Росен Русев.